# メルセデス・ベンツ・CLE
メルセデス・ベンツ・CLE（Mercedes-Benz CLE）は、ドイツの自動車メーカーであるメルセデス・ベンツ・グループがメルセデス・ベンツブランドで展開している、2ドアクーペまたはカブリオレタイプの高級乗用車である。型式コードはC236（クーペ）およびA236（カブリオレ）。
CLEは、Cクラスクーペ/カブリオレ、Eクラスクーペ/カブリオレの計4車種の後継モデルに相当する。この4車種が統合されたのは、かつてのCLKクラス以来である。

## 概要
2023年7月、オンライン発表会にて初公開。ヨーロッパでは2023年末に、日本では2024年3月にクーペが、同年6月にカブリオレが発売開始された。CLEの生産はドイツ・ブレーメン工場で行われる。
メルセデス・ベンツの2ドアクーペ/カブリオレ伝統のロングホイールベース、ショートオーバー ハング、ロングボンネットを採用したプロポーションは、メルセデスデザインの基本思想である「Sensual Purity（官能的純粋）」によって磨き上げられ、ダイナミックかつエモーショナルなスタイリングを形成している。
インテリアは、プレミアムクーペのスポーティさを引き立てるドライバーオリエンテッドなコックピットデザインを採用。人間工学に基づいて配置された12.3インチと11.9インチの2つの高解像度ディスプレイを装備している。ドライバーを重視することでスポーツ感を強調すべく、11.9インチのメディアディスプレイを6度、ドライバー側に傾けている。また、専用開発のスポーツシートや、メルセデス初のナッパレザーのストラップを採用したイージーエントリー機能なども備わる。さらに、学習能力や使い勝手を高めたMBUX（第3世代）も搭載。ドライバーの操作負担を軽減するルーティン機能や予測提案を行うゼロレイヤーなど、新時代の室内環境を提供する。
リアシートは左右独立式。従来のEクラスクーペに対して、室内幅は肩部で54mm拡大しているほか、40:20:40の分割可倒式シートが採用されている。トランクルームはクーペの場合、420Lもの容量を確保。自動開閉トランクリッドやフットトランクオープナーも備わる。
シャーシは、Cクラス（W206）やEクラス（W214）等と「MRA IIプラットフォーム」を共有している。ボディサイズは、従来のCクラスクーペとEクラスクーペの中間に設定され、Cクラスクーペよりも広い室内空間と、Eクラスクーペよりもスポーティなドライビング体験を与えたという。加えて、Eクラスクーペに対して、後部空間が肩部で54mm拡大され、後部座席の快適性が向上した。
サスペンションは、W206と同じくフロントがダブルウィッシュボーン式で、リヤがマルチリンク式となる。路面状況に応じてダンパー特性を連続的に調整する「ダイナミック・ボディ・コントロール・サスペンション」と、後輪操舵システム「リア・アクスルステアリング」が設定されている。約60km/h以下では、リアホイールをフロントホイールとは逆方向に、最大2.5度傾け、約60km/h以上では、リアホイールをフロントホイールと同方向に、最大2.5度操舵することで、良好な取り回し（5.2m→5.0m）と優れたハンドリングを両立している。
カブリオレに装備される、遮音性と耐候性に優れた「アコースティックソフトトップ」は室内のノイズレベルを大幅に抑制し、クローズ状態では室内の高い静粛性を実現する。 ソフトトップの操作は、走行中でも時速60kmまで可能で、作動時間は20秒以内に収まる。 さらに、万が一の際に後部座席の乗員を保護する「ヘッドエアバッグ」をメルセデスのカブリオレでは初採用した。ほかにも、室内への風の巻き込みを低減するエアキャップや、首元を暖めるエアスカーフにより、いつでも快適なオープンエアドライブを楽しめる。

### Mercedes-AMG
2023年12月、欧州にて「Mercedes-AMG CLE 53 4MATIC+ クーペ」が発表され、翌月から受注が開始された。
パワートレインは、3.0L 直列6気筒ターボエンジンのM256型に、ターボチャージャーと48V 電動スーパーチャージャー、ISGを搭載する。 従来の「M256」から新しく設計されたインレット/アウトレットチャンネルやピストンリングの採用、最適な燃焼噴射、ターボチャージャーに改良を加えた。欧州仕様の最高出力は455PS、最大トルクは560N・m（オーバーブースト時は、12秒間のみ最大600N・m）。0-100km/h加速は4.2秒で、最高時速は250km/h。オプションのAMGドライバーズパッケージを装着した場合、最高時速は270km/hに到達する。
日本仕様の最大出力は449PS （330kW）。スーパーチャージャーも改良され、最大加給圧を従来の0.4barから1.5barとすることで、最大トルクは560N・m（約10秒間のオーバーブースト時600N・ m）を発生させる。ISGにも改良を加え、第2世代へと進化したことで、最大出力は23PS（17kW）、最大トルクは205N・mを発生させることが可能となった。
メルセデスAMGが開発した四輪駆動システム「AMG 4MATIC+」を搭載し、前後トルク配分が 50（前）：50（後）から 0（前）：100（後）の範囲で可変トルク配分を行うことで、ハイパワーを四輪へ最適に配分する。また、適切なシフトタイム、迅速なリアクション、ダブルクラッチ機能、およびマルチダウンシフトを感じられる、AMG SPEEDSHIFT TCT 9G トランスミッションを採用することで、俊敏なシフト操作が可能となった。高いアジリティやニュートラルなコーナリング特性、優れたトラクションを可能にする、AMG RIDE CONTROL サスペンションも装備する。四輪それぞれのダンパーの伸び側と縮み側に独立したバルブがあり、ダンパーレスポンスは、走行状況や路面状況に合わせて素早く、正確に変化するほか、ダンパー特性はダイナミックセレクトの「Comfort」「Sport」「Sport+」の選択により好みの状態に変化する。
2024年5月6日、欧州にて「Mercedes-AMG CLE 53 4MATIC+ カブリオレ」が発表された。パワートレインや主要装備は、クーペに準ずる。

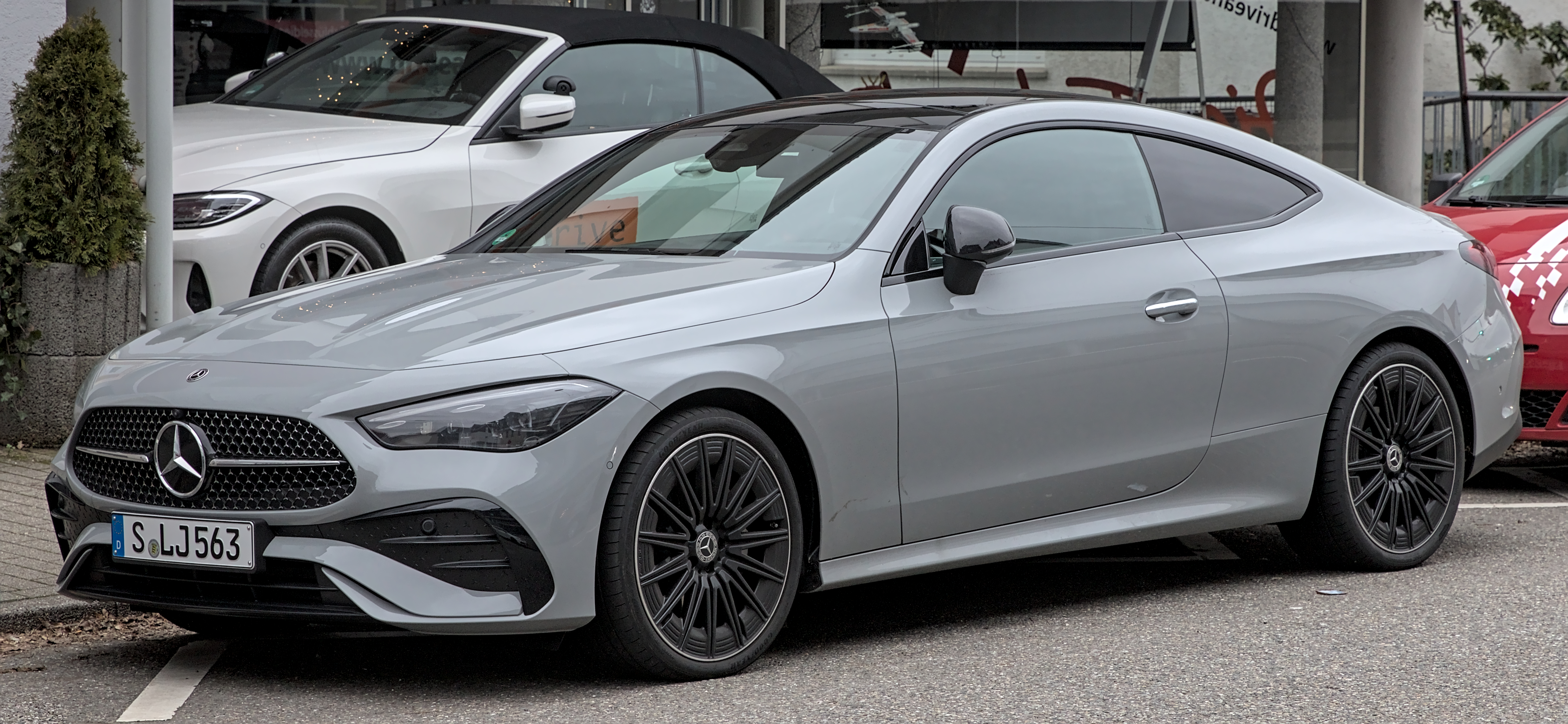
CLE クーペ（欧州仕様）
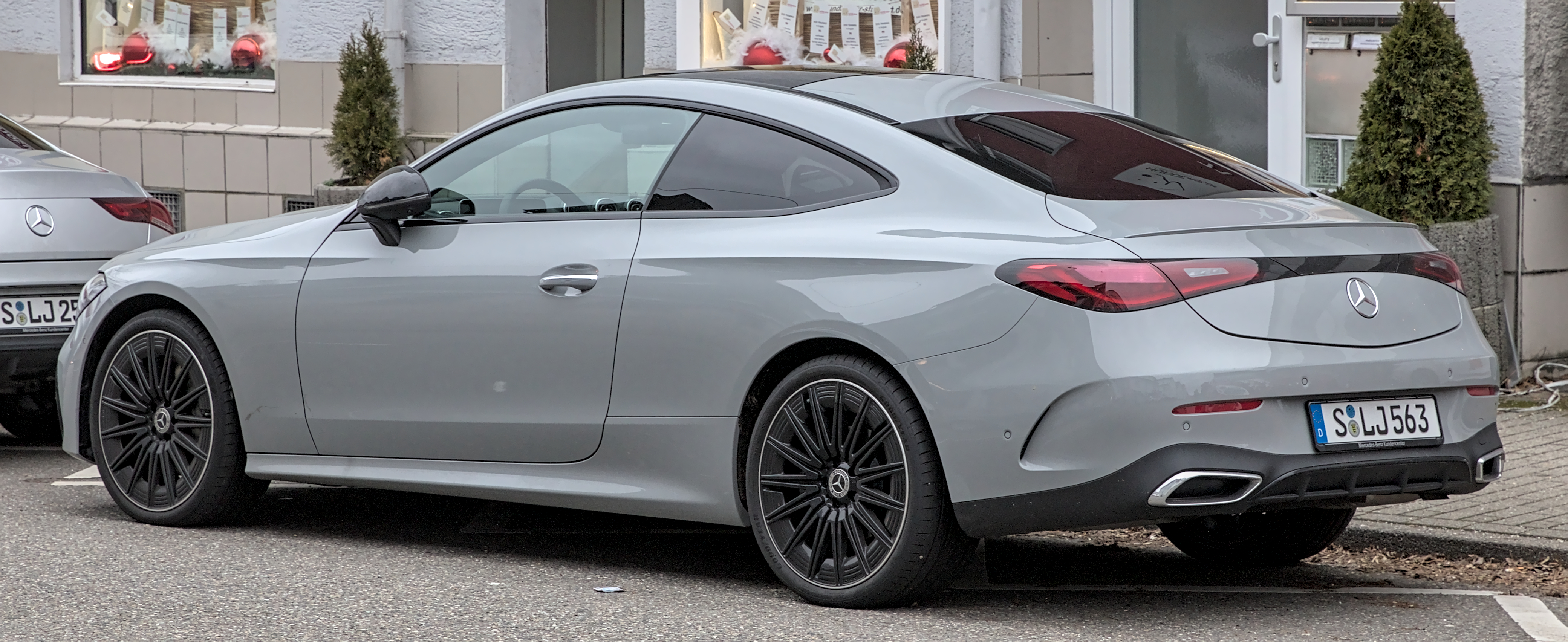
CLE クーペ（欧州仕様）
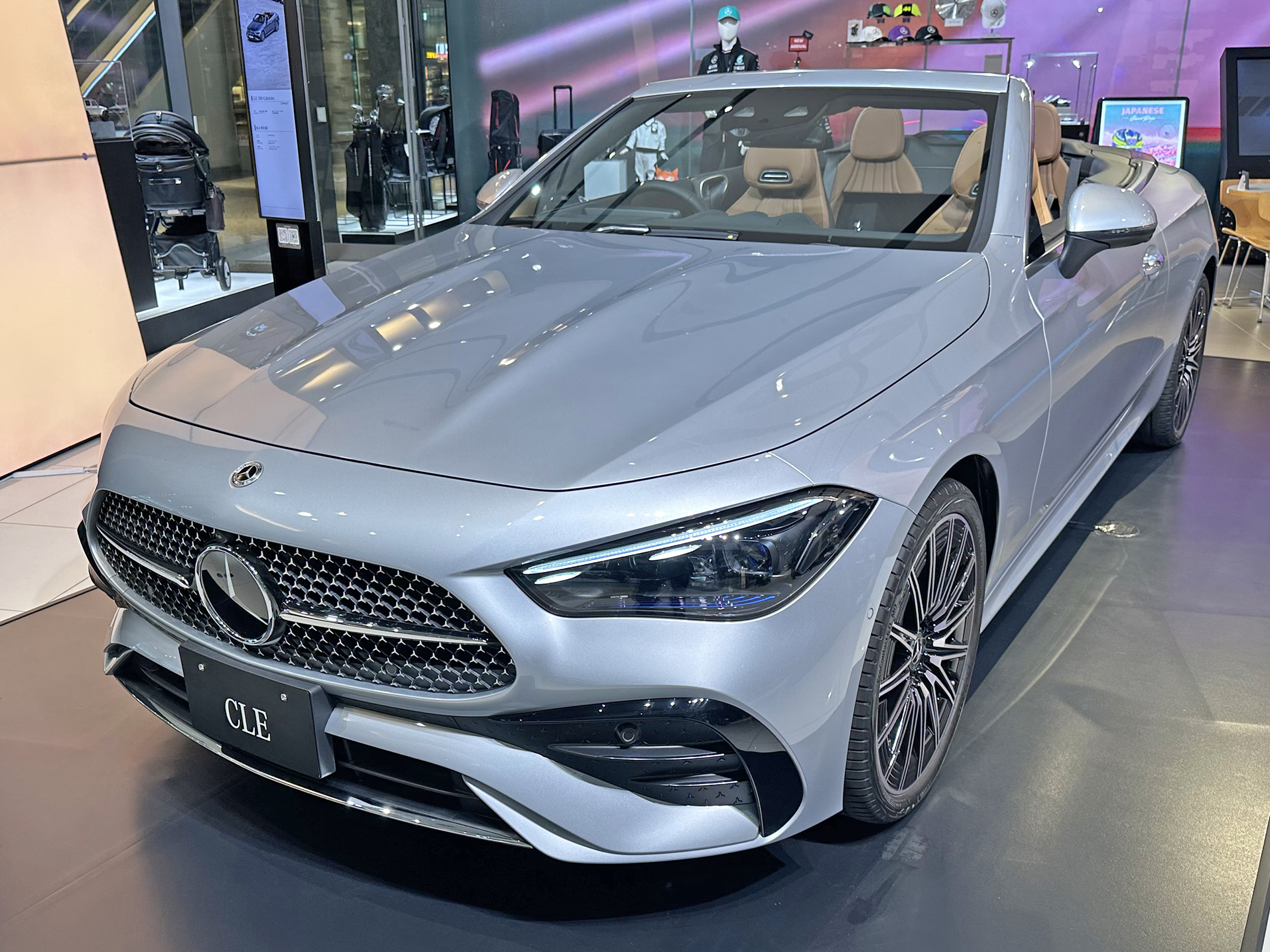
CLE 200 カブリオレ スポーツ
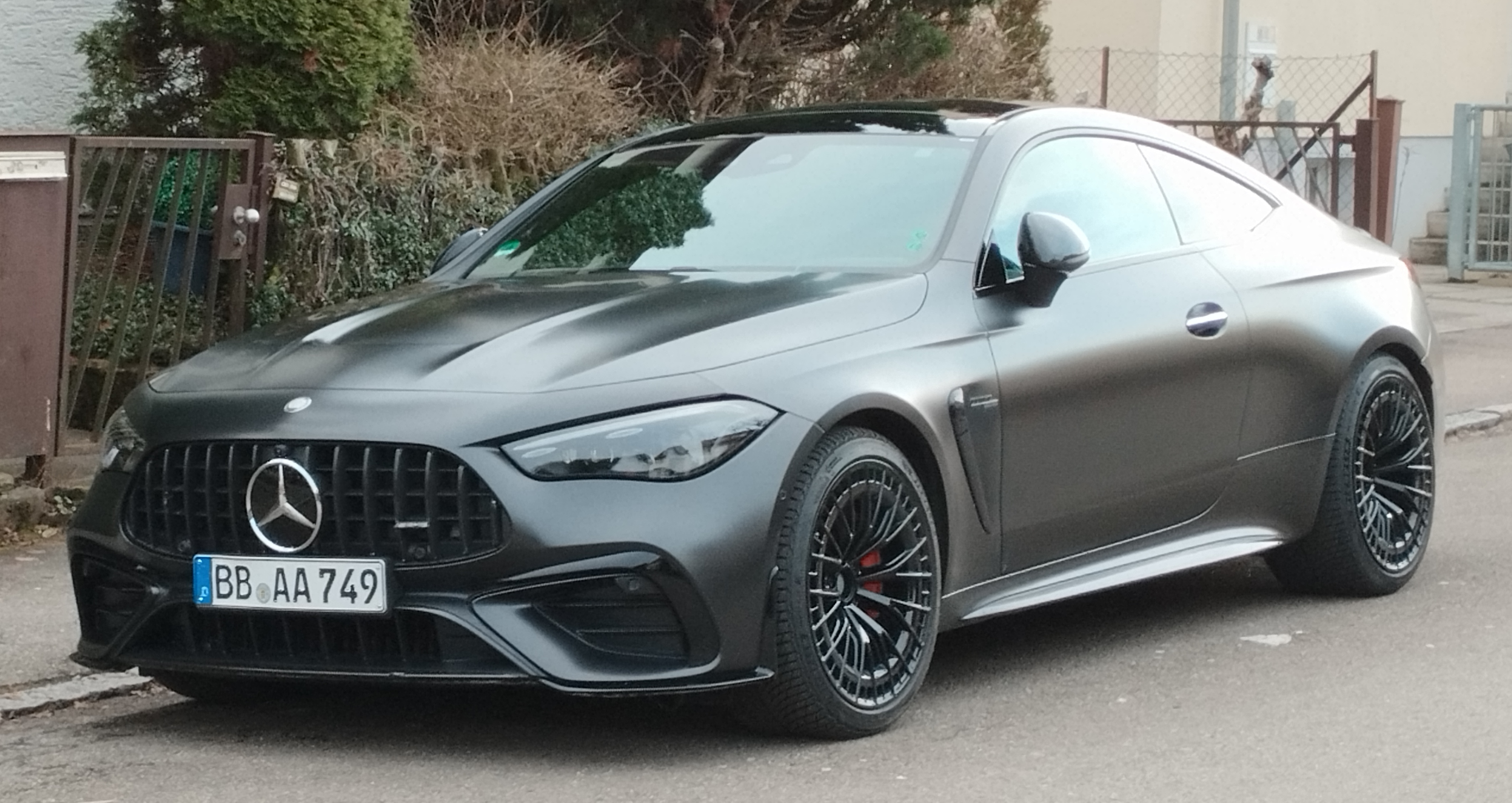
Mercedes-AMG CLE 53 4MATIC+
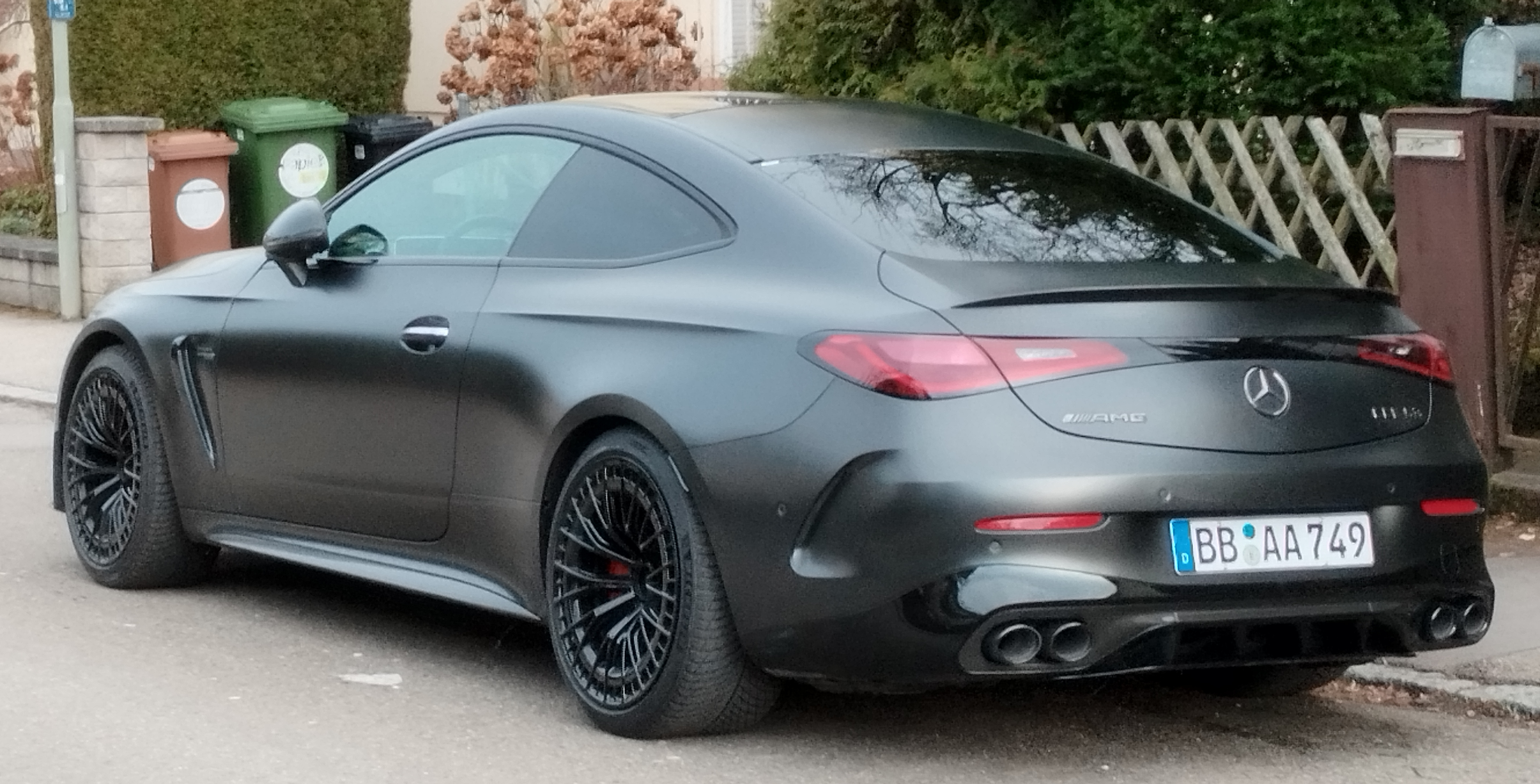
Mercedes-AMG CLE 53 4MATIC+

## 日本仕様車
2024年3月18日、クーペを発表・発売。用意されるグレードは、2.0L 直列4気筒の直噴ターボエンジンに、第2世代のISGを組み合わせた「CLE 200 スポーツ」のみ。最新の安全運転支援システムや、片側100万画素以上のDIGITALライトに加え、AMGラインエクステリア＆インテリアを標準採用したことで、力強くスポーティなスタイリング＆コックピットと、セレクティブダンピングシステムを採用したスポーツサスペンションがもたらす俊敏で快適な走りを兼ね備えている。ドアを閉めるとシートベルトが前にせり出す「ベルトフィーダー」も装備する。
同年6月25日、カブリオレを発表・発売。用意されるグレードはクーペと同じく、2.0L 直列4気筒の直噴ターボエンジンに、第2世代のISGを組み合わせた「CLE 200 スポーツ」のみ。主要装備も、基本的にはクーペに準ずるが、ドライバーズパッケージに含まれる「リア・アクスルステアリング」は未設定となる。オプションで用意される本革シートには、夏場に熱くなりすぎないよう、太陽の赤外線を反射する特殊コーティングが施される。また、中央に配置されたメディアディスプレイは、ソフトトップ開放時に日光の差し込む向きが変わることで生じる光の反射を防ぐため、傾きを電動で調整する機能を備えている。
同日、クーペに「Mercedes-AMG CLE 53 4MATIC+」を追加発表・発売。前後にワイドフェンダーを採用したことで、全幅を大幅に拡大している（前：+50mm、後：+70 mm）。また、トランクリッド後端にはボディ同色のスポイラーリップが装着され、ダイナミックさを強調している。ドライビングに集中しながら各種メニュー操作が可能なAMG ドライブコントロールスイッチを備えた、AMG パフォーマンスステアリング＆AMG ダイナミックセレクトを標準装備としたほか、AMG レッドブレーキ・キャリパーやAMG カーボンファイバーインテリアトリム、エンジンマウントの固さを状況に応じて調整するAMG ダイナミックエンジンマウントがセットになった「AMG ダイナミックパッケージ」がオプション設定される。
同年9月20日、クーペに「CLE 200 スポーツ スタイル」を追加発表・発売。「CLE 200 クーペ スポーツ」をベースに標準装備を見直し、シンプルなオプション構成にしたことで、30万円安価な価格を実現した。ベースモデルではオプション装備となる「シートベンチレーター（シートヒーター機能含む）」、「Burmester®︎3D サラウンドサウンドシステム」、「サウンドパーソナライゼーション機能」を標準装備とした。 内装色は、ベースモデルに標準設定されているブラックのほかに、トンカブラウンとマキアートベージュを追加した、全3色が展開される。なお、インテリアトリムは、「メタルウィーブインテリアトリム」となる。用意されるオプションは、パノラミックスライディングルーフとメタリックペイントに限られ、ドライバーズパッケージやレザーエクスクルーシブパッケージ等は選択できない。
同年11月22日、カブリオレに「Mercedes-AMG CLE 53 4MATIC+」を追加発表・発売。パワートレインや主要装備は、クーペに準ずる。通常のカブリオレには未設定となる「リア・アクスルステアリング」も、クーペ同様に標準装備される。

## エンジンとテクニカルデータ
ガソリン・ディーゼルともに48Vのマイルドハイブリッドシステムを採用し、最大出力17kWの同期モーターがISGとして搭載される。
2024年11月現在、日本市場には、「CLE 200」と「Mercedes-AMG CLE 53 4MATIC+」の2モデルが、クーペ・カブリオレの両方に導入されている。
エンジンのラインアップと動力性能は、以下の通り。
| モデル                      | 排気量          | エンジン                            | トランスミッション             | 駆動方式 | 最高出力                          | 最高出力      | 最大トルク               | 最大トルク |
| モデル                      | 排気量          | エンジン                            | トランスミッション             | 駆動方式 | エンジン                          | モーター      | エンジン                 | モーター   |
| --------------------------- | --------------- | ----------------------------------- | ------------------------------ | -------- | --------------------------------- | ------------- | ------------------------ | ---------- |
| CLE 220 d                   | 1,993 cc (2.0L) | OM654M型 直列4気筒 ディーゼルターボ | 9速AT （9G-TRONIC）            | FR       | 145 kW (200 PS) ＠3,600 rpm       | 17 kW (23 PS) | 440 Nm ＠1,800-2,800 rpm | 205 Nm     |
| CLE 200                     | 1,999 cc (2.0L) | M254型 直列4気筒 ガソリンターボ     | 9速AT （9G-TRONIC）            | FR 4WD   | 150 kW (204 PS) ＠5,800 rpm       | 17 kW (23 PS) | 320 Nm ＠1,600-4,000 rpm | 205 Nm     |
| CLE 300 4MATIC              | 1,999 cc (2.0L) | M254型 直列4気筒 ガソリンターボ     | 9速AT （9G-TRONIC）            | 4WD      | 190 kW (258 PS) ＠5,800 rpm       | 17 kW (23 PS) | 400 Nm ＠2,000-3,200 rpm | 205 Nm     |
| CLE 450 4MATIC              | 2,999 cc (3.0L) | M256型 直列6気筒 ガソリンターボ     | 9速AT （9G-TRONIC）            | 4WD      | 280 kW (381 PS) ＠5,800-6,100 rpm | 17 kW (23 PS) | 500 Nm ＠1,800-5,000 rpm | 205 Nm     |
| Mercedes-AMG CLE 53 4MATIC+ | 2,999 cc (3.0L) | M256型 直列6気筒 ガソリンターボ     | 9速AT （AMGスピードシフトTCT） | 4WD      | 335 kW (455 PS) ＠5,800-6,100 rpm | 17 kW (23 PS) | 600 Nm ＠2,200-5,000 rpm | 205 Nm     |

| モデル                      | 最高時速               | 最高時速               | 0-100km/h加速        | 0-100km/h加速        |
| モデル                      | クーペ                 | カブリオレ             | クーペ               | カブリオレ           |
| --------------------------- | ---------------------- | ---------------------- | -------------------- | -------------------- |
| CLE 220 d                   | 238 km/h               | 234 km/h               | 7.5 sec              | 7.9 sec              |
| CLE 200                     | 240 km/h 236 km/h(4WD) | 236 km/h 232 km/h(4WD) | 7.4 sec 7.5 sec(4WD) | 7.9 sec 8.0 sec(4WD) |
| CLE 300 4MATIC              | 250 km/h               | 250 km/h               | 6.2 sec              | 6.6 sec              |
| CLE 450 4MATIC              | 250 km/h               | 250 km/h               | 4.4 sec              | 4.7 sec              |
| Mercedes-AMG CLE 53 4MATIC+ | 250 km/h               | -                      | 4.2 sec              | -                    |